# (15836) 1995 DA2
(15836) 1995 DA2 — транснептуновый объект. Обнаружен 24 февраля 1995 года Дэвидом Джуиттом и Джейн Лу в обсерватории Мауна-Кеа, Гавайи.

## Резонанс
Объект находится в орбитальном резонансе 3:4 с Нептуном. Из-за резонанса 3:4 объект никогда не подойдёт ближе чем на 8 а. е. к Нептуну, в течение следующих 14 000 лет.

Либрации резонанса 3:4 (15836) 1995 DA_{2}. Нептун (орбита выделена белым) стационарные точки в 5 часов. Орбиты: Урана — синяя, Сатурна — жёлтая и Юпитера — красная.